# Heddase, Koppa
Heddase là một làng thuộc tehsil Koppa, huyện Chikmagalur, bang Karnataka, Ấn Độ.